# 바자르오르미
보르지긴 바자르오르미(한국 한자: 孛兒只斤 把匝剌瓦爾密 패아지근 파잡랄와이밀, ? ~ 1382년 1월 6일)는 몽골 제국(원 왕조) 말기의 황족이다. 쿠빌라이 칸(원 세조)의 다섯째 아들인 운남왕(雲南王) 후게치(忽哥赤)의 현손이다.

## 생애
바자르오르미는 고조부 후게치 이래 지금의 중국 귀주(貴州) 일부와 운남(雲南) 지방을 다스리며, 운남왕이자 양왕(梁王)의 칭호를 세습했다. 중국의 《명사》(明史)에는 원 말기의 어지러운 시기에 바자르오르미는 자신이 다스리던 운남 현지를 잘 위무시켜서 나름대로 민심을 얻었다고 한다. 원 순제 지정(至正) 23년(1363년) 군벌 명옥진(明玉珍)이 촉(蜀)에서 거병, 군사를 세 길로 보내어 운남을 공격하자 양왕 바자르오르미는 금마산(金馬山)으로 달아나 진을 치고 막았는데, 이듬해 다리(大理)에서 명옥진의 군사를 맞아 패퇴시키는 데 성공했다. 그러나 지정 28년(1368년) 원 조정이 끝내 명(明)에 의해 대도(大都)를 잃고 순제 이하 원의 황족들이 북쪽으로 쫓겨가게 되었고, 바자르오르미는 "해마다 먼 변방에서 황제(원 순제) 계신 곳으로 사신을 보내면서 신하로써의 절개 지키기를 순제께서 북쪽으로 가시기 전과 같이 할 것이다(歲遣使自塞外 達元帝行在，執臣節 如故順帝北去)"라고 맹세하고 자신의 관할 지역의 중심지 곤명(昆明)에서 명 조정에 적극적으로 저항했다.
홍무 5년(1372년) 명 조정에서는 왕위를 보내 항복을 종용했지만, 바자르오르미는 왕위를 참수해 버렸다. 이에 홍무제(洪武帝)는 정남장군(征南將軍) 부우덕(傅友德)등을 보내 운남을 공격하라는 명령을 내렸다. 홍무 14년(1381년) 마화(馬華)는 귀양(貴陽), 부우덕과 그 수하 장수 남옥(藍玉) · 목영(沐英)은 백석강(白石江)으로부터 출발해 총 30만 대군이 양쪽으로 진격, 운남을 공격했다. 바자르오르미는 장군 타리마(達里麻)에게 10만 군대를 이끌고 맞서게 했으나, 수적으로 열세였던 양왕의 군대는 적수가 되지 못했다.
홍무 14년 2월 22일(양력 1382년 1월 6일), 타리마가 전사하고 그의 군대가 완패했다는 소식이 오자 바자르오르미는 입던 옷을 불태우고 좌승(左丞) 타르치(達的), 우승(右丞) 루가야(驢兒夜) 등과 함께 초가집으로 숨어 목을 매고 자결했다. 바자르오르미의 부인도 물에 몸을 던져 죽고, 그를 따르던 문무백관들 역시 자결하였다.
《고려사》(高麗史) 및 《명실록》(明實錄)에 따르면 운남이 평정된 해인 우왕(禑王) 8년(1382년) 7월에 명은 살아남은 양왕(바자르오르미)의 가속과 원 위순왕(威順王)의 태자 바이바이(佰伯)의 가속을 남경으로 압송했다가 다시 고려로 보내 제주도에 유배했다고 한다. 그리고 공양왕 4년(1392년)에 다시 명은 양왕의 자손인 아얀테무르(愛顔帖木兒) 등 4명을 제주도에 안치시켰다. 조선 왕조가 개국한 뒤에도 제주의 양왕의 가속들은 조선 조정으로부터 쌀과 콩 1백 곡에 저포와 마포 열 필을 받는 등 우대받았다.

### 바자르오르미의 이름
바자르오르미의 이름에서 바자르는 범어 '바즈라(Vajra, 금강저, 천둥벼락, 전지전능한 힘)'에서 추정되며, 오르미 또한 범어 '바르만(vaarman/varman, ~에게 보호받는 자)'일 것으로 보인다.

## 매체에서의 등장
- 소설 《녹정기》(鹿鼎記) - 바자르오르미가 패한 이유에 대해 바자르오르미는 버마에서 데리고 온 100여 마리의 코끼리가 있었는데 이 코끼리들은 전쟁 시 쓸 수 있도록 훈련되어 있었다. 명의 장군 마화는 코끼리들이 쥐를 무서워한다는 말을 듣고 수천 마리의 쥐를 몰래 바자르오르미의 코끼리들 사이에 풀어놓음으로써 코끼리들이 겁에 질려 제 역할을 하지 못하게 했다. 작중 바자르오르미는 역사서에 나와있는 것처럼 충성스럽고 절개있는 왕이 아닌 무능하고 애주가인 인물로 묘사되어 있다.

## 같이 보기
- 에센테무르
- 운남행성
- 정화 - 바자르오르미가 운남을 다스리고 있던 1371년 운남에서 태어났으며, 바자르오르미의 군대를 격파한 명군은 정화를 납치하여 거세한 후 명으로 압송하였다.
- 후게치